# 新渡戸十次郎
新渡戸 十次郎（にとべ じゅうじろう）は、江戸時代後期の盛岡藩士。諱は常訓（つねのり）、字は昭瑶、号は謙斎、受益堂。国際連盟事務次長を務めた新渡戸稲造は三男。

## 略歴
新渡戸傳の嫡男として誕生した。
中奥小姓・勘定奉行を務めた後、安政2年（1855年）から父・傳と共に三本木原（現・青森県十和田市）の開拓に当たり、安政4年（1857年）に三本木新田御用掛となって稲生川の上水を行なった。万延元年（1860年）には稲生町の都市計画、文久元年（1861年）には小川原湖と陸奥湾を結ぶ運河工事に携わった。
文久2年（1862年）に勘定奉行御元締として江戸詰となり、文久3年（1863年）より藩主南部利剛の用人を務める。元治元年（1864年）に鉄鉱山掛に任じられて大坂・京都へ赴く。慶応2年（1866年）に再び三本木原の開拓に当たる。慶応3年（1867年）、藩の財政再建のため領内で産出する絹をフランス人に売ることを画策するが、讒言を受けて蟄居させられる。後に許されるが、間もなくして病死。享年48(満47歳没)。

## 家族
- 父・新渡戸伝
- 弟・太田時敏
- 嫡子・新渡戸七郎（1843年生） ‐ 十次郎が早世したため伝の家督を継ぐ[1]。
- 娘・みね(1845-1916)
- 娘・はつ ‐ 親戚の新渡戸宗助の妻[1]
- 娘・喜佐(1857-1943） ‐ 河野孝忠の妻。
- 三男・新渡戸稲造
- 孫・ハマ（1881年生） ‐ はつの娘。塚原政次の妻。娘婿の井上照丸の弟に井上晴丸がいる。[2]
- 孫・孝夫（1892-1935） ‐ 喜佐の二男。稲造の養子となり、ことと結婚。ジャパンタイムズ主筆。[3]
- 曾孫・こと（琴、1890-1985） ‐ みねの孫。稲造の養子となり、孝夫と結婚。[3]
- 曾孫/玄孫・新渡戸彰敏（誠、1918-1985） ‐ 孝夫とことの長男。武蔵野大学教授。成城高等学校、東京大学文学部英文学科卒。戦後、青森県弘前復員監部終戦事務渉外課を経てGHQの通訳を務めたのち、セントラル映画社、ゲッツ・ブラザース商会などで輸出入業務などに就き、1964年より英語講師、1973年に武蔵野大文学部教授となる。[4]
- 曾孫/玄孫・加藤武子(1920-) ‐ 孝夫とことの長女。加藤英倫の妻。夫の英倫は日本人の父とスウェーデン人の母に生まれ、成城第二中学校、京都大学卒。稲造全集の解説などを担当し、大岡昇平、坂口安吾らの友人としてその作品にしばしば登場する。[4][5]
- 甥・新渡戸稲雄 ‐ 妹・わかの長男

## 参考リンク
- 新渡戸十次郎 - コトバンク